# Intervention des Militärs in der Türkei 1997
Der 28.-Februar-Prozess (türkisch 28 Şubat süreci), auch „postmoderner Staatsstreich“ (türkisch post-modern darbe), „sanfter“, „weicher“, „stiller“ oder „kalter“ Putsch war eine politische Intervention der türkischen Militärführung gegen die gewählte Regierung unter Necmettin Erbakan von der islamistischen Wohlfahrtspartei. Sie wurde durch ein während eines Treffens des Nationalen Sicherheitsrats der Türkei am 28. Februar 1997 beschlossenes Memorandum des Generalstabs eingeleitet, das ein Bündel von gegen die islamistische Bewegung gerichteten Maßnahmen beinhaltete. Infolge des Konflikts mit dem Militär und des steigenden Drucks sahen sich Ministerpräsident Erbakan und seine Regierung vier Monate später zum Rücktritt gezwungen.
Da die Regierung entmachtet wurde, ohne dass der Ausnahmezustand verhängt, die Große Nationalversammlung (das türkische Parlament) aufgelöst oder die Verfassung suspendiert wurde, bezeichnete der türkische Admiral Salim Dervişoğlu das Ereignis als postmodernen Putsch.

## Hintergrund
Nach dem Militärputsch von 1980 galt in der Türkei seit 1982 eine Verfassung, die politische und gesellschaftliche Rechte stark einschränkte. Ihr ideologischer Hintergrund war die „Türkisch-islamische Synthese“, eine Mischung aus türkischem Nationalismus und islamischen Werten und Traditionen. Unter anderem wurde Religionsunterricht als Pflichtfach eingeführt. Dies stellte eine Abkehr vom bis dahin in der Türkei geltenden, von Mustafa Kemal Atatürk eingeführten strikten Laizismus dar. Die Synthese von islamischer und türkisch-nationaler Identität sollte nach der Vorstellung der durch den Putsch installierten Machthaber zu politischer Stabilität führen und ideologische Spaltungen vermeiden. Die Türkisch-Islamische Synthese wurde insbesondere von der in den 1980er-Jahren dominanten Anavatan Partisi (ANAP, „Mutterlandspartei“) und Turgut Özal vertreten, während dessen Regierungszeit (1983–89) dem Islam eine verstärkte Rolle im gesellschaftlichen Leben beigemessen wurde. Zugleich verfolgte die Regierung eine radikale Liberalisierung der türkischen Wirtschaft, die zu einem rapiden Wirtschaftswachstum, Industrialisierung und vermehrten Exporten führte, aber auch die Gesellschaft polarisierte. Die durch den Abbau des Sozialstaats und gesellschaftlicher Interessenvertretungen entstehende Leerstelle füllten in vielen Fällen religiöse Gemeinschaften und Orden.
In diesem Umfeld erstarkte die von Necmettin Erbakan begründete, mit den Begriffen Millî Görüş („nationale Sicht“) und Adil Düzen („gerechte Ordnung“) operierende, islamistische Bewegung und ihr politischer Arm, die Wohlfahrtspartei (Refah Partisi, RP). Diese zog 1991 erstmals ins türkische Parlament ein. Im Jahr 1995 wurde eine umfangreiche Änderung der Verfassung von 1982 vorgenommen, die deren restriktive Vorschriften abmilderte und die politischen Betätigungsmöglichkeiten erweiterte. Bei der Parlamentswahl im Dezember desselben Jahres wurde die RP mit 21,4 % der Stimmen stärkste Kraft. Die Regierungsbildung gestaltete sich schwierig. Zunächst gingen die zweit- und drittplatzierte ANAP und Partei des Rechten Weges (DYP) eine Koalition ein, die aber bald wieder zerbrach. Im Juni 1996 einigten sich dann RP und DYP auf die Bildung einer Koalitionsregierung und Erbakan wurde Ministerpräsident.

## Vorbereitungen und Entwicklung bis zur Intervention
Die militärische Operation wurde von den türkischen Generälen İsmail Hakkı Karadayı, Çevik Bir, Teoman Koman, Çetin Doğan, Necdet Timur und Erol Özkasnak geplant.
Im Jahre 2012 sagte Hasan Celal Güzel, dass der General Teoman Koman sich ihm im September 1996 mit dem Plan genähert hatte, nach dem Militärputsch Güzel oder den ehemaligen Ministerpräsidenten Mesut Yılmaz von der ANAP als Ministerpräsidenten einzusetzen. Güzel lehnte es ab, sich zu beteiligen, und Yılmaz wurde nach dem Putsch zum Ministerpräsidenten ernannt.
Am 17. Januar 1997 verlangte Präsident Süleyman Demirel (DYP) während eines Treffens mit dem türkischen Generalstab eine Einsatzbesprechung zu allgemeinen militärischen Problemen. Generalstabschef İsmail Hakkı Karadayı, Generalstabschef zählte 55 Angelegenheiten auf. Demirel sagte, dass die Hälfte nur auf Hörensagen fußen und ermutigte Karadayı, sich mit der Regierung zu verständigen und die Worte des Memorandums zu entschärfen.
Am 31. Januar 1997 wurden von der Stadtverwaltung Sincan bei Ankara Proteste gegen angebliche israelische Menschenrechtsverletzungen organisiert, die in Gestalt einer sogenannten „al-Quds-Nacht“ stattfanden. Das Gebäude, in dem das Ereignis stattfand, wurde mit Plakaten der radikalislamischen Terrororganisationen Hamas und Hesbollah versehen. Als eine Reaktion auf diese Demonstration rollten am 4. Februar Panzer über die Straßen von Sincan, angeblich waren sie auf dem Weg zu einer Übung. Diese Intervention wurde von General Çevik Bir als eine „Gleichgewichts-Regulierung zur Demokratie“ beschrieben.

## Die Beschlüsse des 28. Februar
Bei dem Treffen des Nationalen Sicherheitsrates (MGK) am 28. Februar 1997 teilten die Generäle der Regierung ihre Ansichten zu den Fragen bezüglich Laizismus und den politischen Islam in der Türkei mit. Die Militärs stellten während dieses Treffens einen Katalog mit 18 Forderungen auf und versahen diesen mit einem „ultimativen Realisierungsbefehl“. Diese sollten die von Atatürk eingeführten säkularen Prinzipien vor „reaktionären Umtrieben“ beziehungsweise der „religiösen Reaktion“ schützen. Ministerpräsident Necmettin Erbakan sah sich gezwungen, einzuwilligen und unterzeichnete das Memorandum am 6. März. Unter den Forderungen waren:
- acht Jahre Pflichtschulbildung (statt zuvor fünf)
- die Verminderung der Zahl der religiösen Imam-Hatip-Schulen (diese sollten nur zur Ausbildung Religionsgelehrter dienen, der Bedarf war aber weit übergedeckt; die Militärführung befürchtete, dass die Schulen stattdessen RP-Anhänger und ihr loyale Beamte hervorbringen würden)[22]
- Schließung der von religiösen Gemeinschaften getragenen Schulen bzw. Überführung in staatliche Trägerschaft; Besuch von Koranschulen erst nach Absolvierung der achtjährigen Pflichtschulzeit
- Unterstellung jeglicher Angebote für Koranunterricht unter die Kontrolle des Bildungsministeriums
- Kürzung der finanziellen Mittel aller nicht-staatlichen Religionsgemeinschaften und Sufibruderschaften (Tarikat)
- Ausschluss religiöser Aktivisten und Menschen, die ihre Religiosität offen zur Schau tragen, von öffentlichen Dienstleistungen (infolgedessen auch Verschärfung des Kopftuchverbots, insbesondere an Universitäten)[25]

Zur Umsetzung und Überwachung des Prozesses richtete das Militär als geheimdienstliche Abteilung die „westliche Arbeitsgruppe“ (Batı Çalışma Grubu) ein. Diese beobachtete die Aktivitäten religiös orientierter Personen und Gruppen, insbesondere in Behörden, an Schulen und Universitäten, und sollte staatliche Stellen und die Wissenschaft über die von der islamistischen Bewegung ausgehenden Gefahren in Kenntnis setzen.

## Auswirkungen
Erbakan versuchte zunächst, einen offenen Konflikt mit der Militärführung zu vermeiden. Zusammen mit seinen RP-Ministern verweigerte er aber praktisch die Umsetzung der Forderungspunkte, insbesondere der 8-jährigen Schulpflicht, um die eigene Wählerklientel nicht zu verprellen. Das Militär setzte die Regierung in weiteren, monatlichen Sitzungen des Nationalen Sicherheitsrats kontinuierlichem Druck aus. Auch andere säkulare Kräfte in Justiz, politischer Opposition und Medien gingen in die Offensive. Im Mai leitete die Staatsanwaltschaft ein Verbotsverfahren gegen die RP ein, mit der Begründung, dass diese mit der Instrumentalisierung des Islams zu politischen Zwecken gegen die Verfassung verstoßen habe. Am 30. Juni 1997 sah sich Erbakan letztlich gezwungen, zurückzutreten.
Obwohl die Partei des Rechten Weges (DYP), die Wohlfahrtspartei (RP) und die Große Einheitspartei (BBP) sich zur Bildung einer neuen Regierung unter der Ministerpräsidentin Tansu Çiller bereiterklärten, beauftragte Präsident Demirel den Vorsitzenden der Mutterlandspartei (ANAP), Mesut Yılmaz, mit der Bildung der neuen Regierung. Er formierte am 30. Juni 1997 eine neue Koalitionsregierung mit dem Vorsitzenden der Demokratischen Linkspartei (DSP), Bülent Ecevit, und Hüsamettin Cindoruk, dem Gründer und Vorsitzenden der Partei der Demokratischen Türkei (DTP), einer Partei, die sich nach dem Prozess des 28. Februar von der DYP abgespalten hatte. Die Wohlfahrtspartei wurde vom Verfassungsgericht im Januar 1998 wegen Verletzung der Verfassungsklausel zur Trennung von Staat und Religion aufgelöst. Erbakan wurde für fünf Jahre von der Politik ausgeschlossen.
Die Maßnahmen des 28. Februar bedeuteten eine Abkehr von der Türkisch-Islamischen Synthese als faktische Staatsideologie der 1980er- und frühen 1990er-Jahre und eine Rückbesinnung auf den strikten Laizismus kemalistischer Prägung. Zugleich waren sie ein schwerer Schlag für die islamistische Bewegung, der nicht nur im Verbot ihrer politischen Partei, sondern auch in der verschärften Kontrolle ihr nahestehender zivilgesellschaftlicher Organisationen und Stiftungen, im islamischen Unternehmerverband MÜSİAD organisierter Unternehmen und ihrer finanziellen Transaktionen bestand. Das Militär boykottierte Unternehmen, deren Eigentümer an islamistischen Aktivitäten oder Organisationen beteiligt waren, indem es von ihnen keine Produkte mehr bezog. Hunderte von Offizieren, denen fundamentalistische Betätigung vorgeworfen wurde, entließ die Armee.
In Antizipation des Urteils hatten ehemalige Abgeordnete und Bürgermeister der RP bereits im Dezember 1997 die Tugendpartei (FP) als Nachfolgeorganisation gegründet. Bei den Parlamentswahlen in der Türkei 1999 gewann die Tugendpartei über 100 Sitze im Parlament, war aber nicht so erfolgreich wie zuvor die Wohlfahrtspartei bei den Wahlen von 1995. Im Juni 2001 wurde auch die Tugendpartei, ebenfalls wegen Verstoß gegen die Laizismusklausel, verboten. Anschließend spaltete sich das Millî-Görüş-Lager: Es entstand die reformorientierte Partei für Gerechtigkeit und Aufschwung (AKP) des eigentlich mit einem Politikverbot belegten ehemaligen Istanbuler Oberbürgermeister Recep Tayyip Erdoğan und die traditionalistische Glückseligkeitspartei (SP). Die AKP, die in ihrem Parteiprogramm die Grundsätze des Kemalismus respektierte, sich von Forderungen nach einer islamischen Ordnung distanzierte und sich zur Zugehörigkeit der Türkei zur westlichen Gemeinschaft bekannte, gewann im Jahr 2002 die Parlamentswahl und übernahm die Regierung.

## Juristische Aufarbeitung
Der mitverantwortliche General Çevik Bir und 30 andere Offiziere von der türkischen Armee wurden im April des Jahres 2012 wegen ihrer Rolle in diesem unblutigen Militärputsch festgenommen.